# Pèrèrè
Pèrèrè – miasto w Beninie, w departamencie Borgou. Położone jest około 400 km na północ od stolicy kraju, Porto-Novo. W spisie ludności z 11 maja 2013 roku liczyło 15 927 mieszkańców.